# 直肠脱垂
直肠脱垂又稱脫肛、脱肛痔、截肠，指肛管、直肠和乙状结肠位置移向下方，甚至會脱垂于肛门外。然而，大多數研究人員同意，有3到5種不同類型的直腸脫垂，這取決於脫垂部分是否在外部可見，以及是否涉及至直腸壁的全部或僅部分厚度。
直腸脫垂可能沒有任何症狀，但取決於脫垂的性質，可能會存在直腸排泄物（來自肛門的粘液），肛門出血，大便失禁和阻塞性排便症狀。
直腸脫垂通常在老年婦女中更常見，儘管它可能發生在任何年齡和兩性中。 非常罕有的情况會導致有生命危險，但如果不治療，症狀可能會使人衰弱。大多數脫垂病例可以成功治療，一般會採用外科手術。 但如果在內部隆突就會難以治療，手術可能不適合許多患者。
這個症狀和以下狀況有關：年歲增長、長期便秘、排便時長期用力、频繁肛交、長期腹瀉，腸道大量寄生蟲、懷孕及生產過度用力、曾接受手術、囊性纖維化、慢性阻塞肺疾、括約肌麻痺。

## 分類

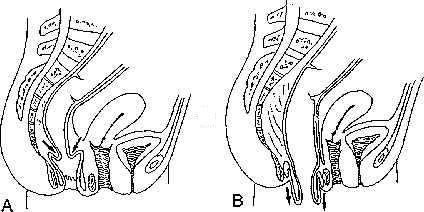
A. 直腸內套疊 B.外部直腸脫垂

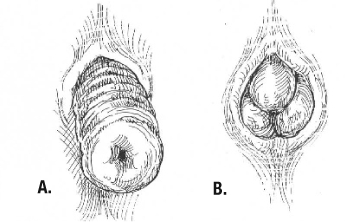
A. full thickness external rectal prolapse, and B. mucosal prolapse. Note circumferential arrangement of folds in full thickness prolapse compared to radial folds in mucosal prolapse.

不同類型的直腸脫垂可能難以掌握，因為使用了不同的定義分類。 基本上，直腸脫垂的分類可能是
- 全厚度（完全），其中直腸壁脫垂的所有層或只涉及粘膜層（部分）。
- 外部，如果它們從肛門伸出並且在外部或內部可見。
- 圓周，直腸壁脫垂了整個圓周。
- 休息時或在緊張時出現。

外部（完全）直腸脫垂（直腸脫垂，全厚度直腸脫垂，外部直腸脫垂）是從肛門伸出並且在外部可見的直腸壁的完整厚度，周向的真實腸套疊。